# 杜阮镇

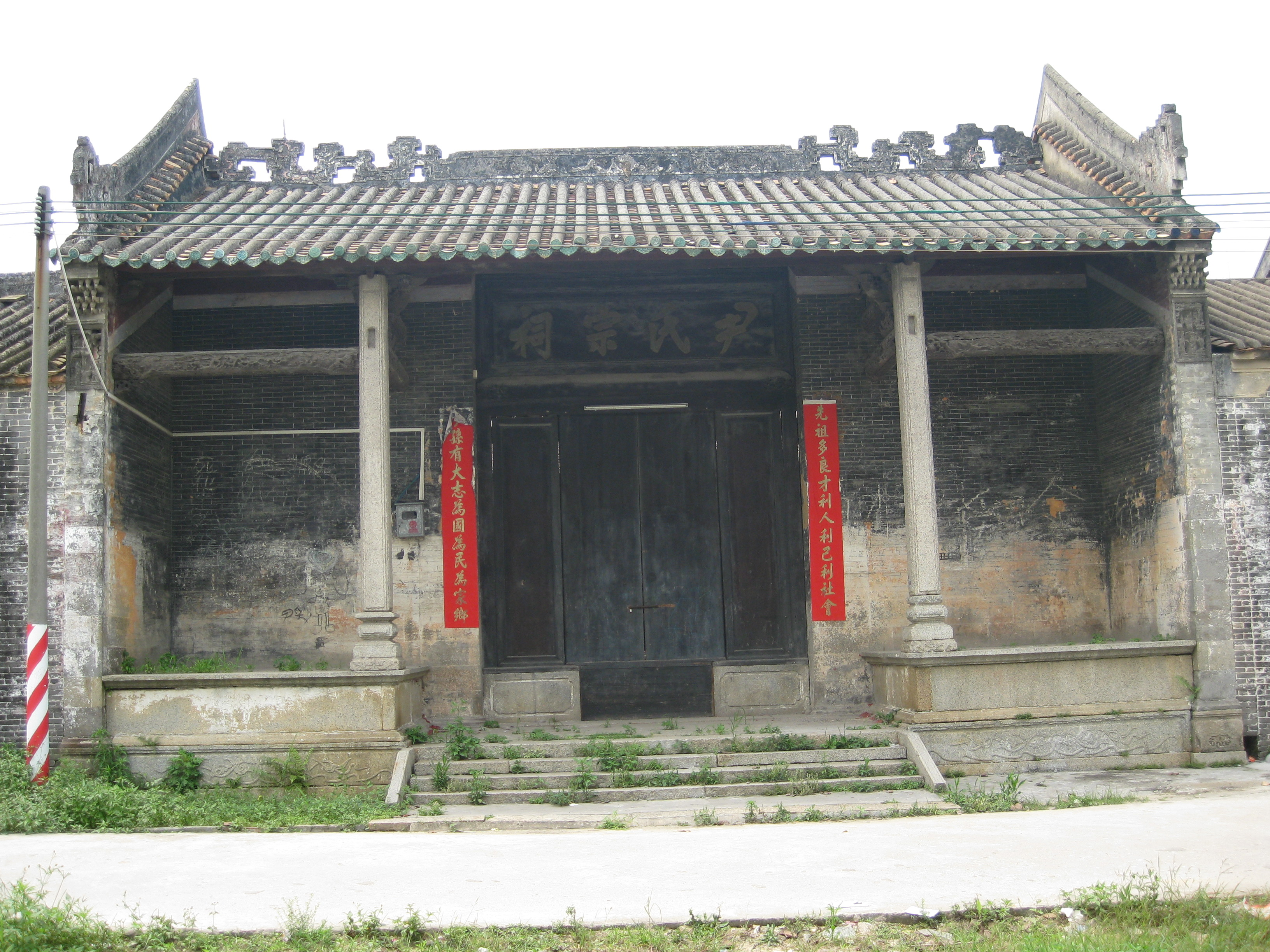
位於木朗鄉的尹氏宗祠

杜阮镇是中国廣東省江門市蓬江區轄下的三個鎮之一，總面積80平方公里，人口3.8萬。

## 地理

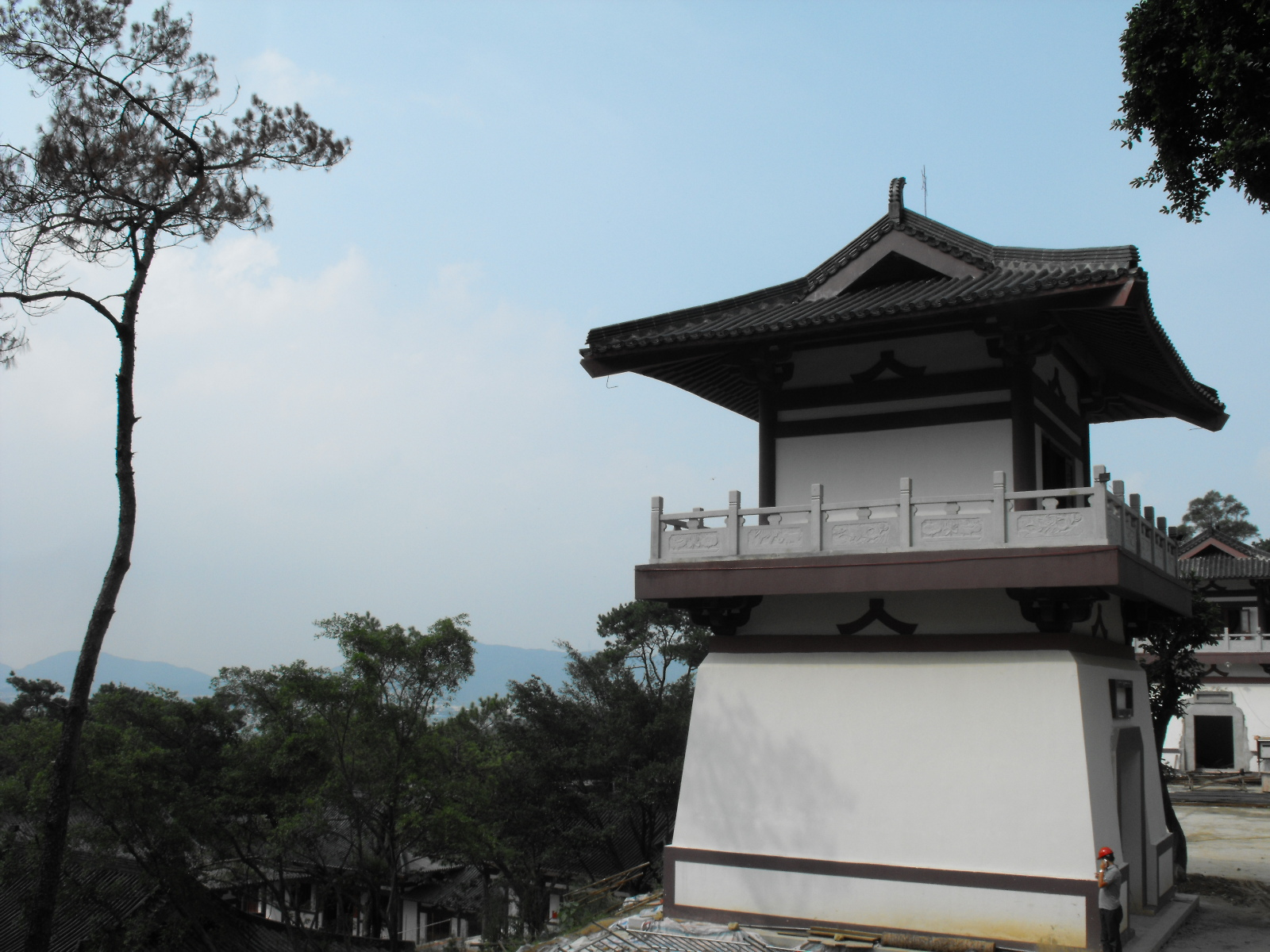
叱石山

杜阮镇在蓬江區南部，圭峰山北麓。东邻环市、白沙街道，西靠鹤山市，南接新会区圭峰山、会城、大泽，北连蓬江区棠下。鎮的西面有座小型水库（凤飞云水库）。

## 历史
隋以前此地为盆允县治。方言“盆允”与“杜阮”谐音，故称“杜阮”。清朝属新会县归德都，民国时属新会县第三区，1952年属第十二区。1955年改名杜阮区。1958年10月为杜阮公社，1984年后恢復杜阮区，1986年建镇，2002年9月併入蓬江區至今。
2003年，杜阮镇被授予“中国五金卫浴产业基地”称号。
2006年，入围国家统计局公布的全国小城镇综合发展水平“千强镇”名单。
2023年11月22日，上巷村入選廣東省古村落，廣東省文聯發佈於第八批廣東省古村落名單上。

## 行政区划
下辖3社区20村
杜阮镇下辖以下村级行政区划单位
中心社区、新河社区、金朗社区、中和村、龙溪村、亭园村、双楼村、井根村、子绵村、松岭村、龙眠村、龙安村、龙榜村、杜阮村、杜臂村、上巷村、松园村、瑶村、北芦村、南芦村、长乔村、木朗村和贯溪村。

## 經濟

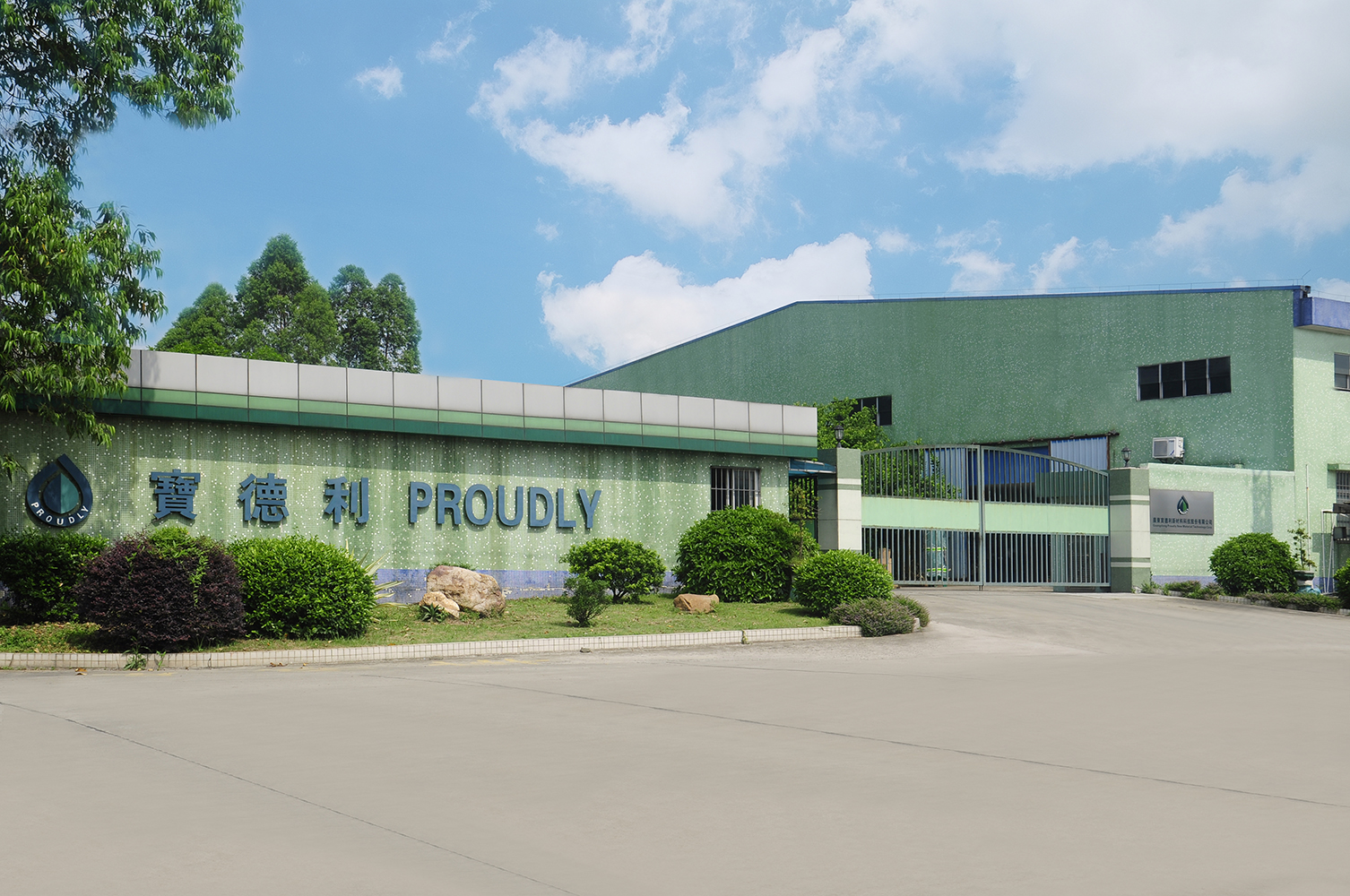
广东宝德利新材料科技股份有限公司

杜阮镇是广东省沿海经济带的工业卫星镇、广东省级专业镇。已形成了五金铸造、水暖卫浴、化工建材、灯饰玩具、印刷包装等支柱行业。五金卫浴产业是杜阮镇的传统优势产业，2018年，全镇有工业企业3000多家。
- 吉事多卫浴
- 美标洁具
- 安柏游艇制造有限公司

## 产物

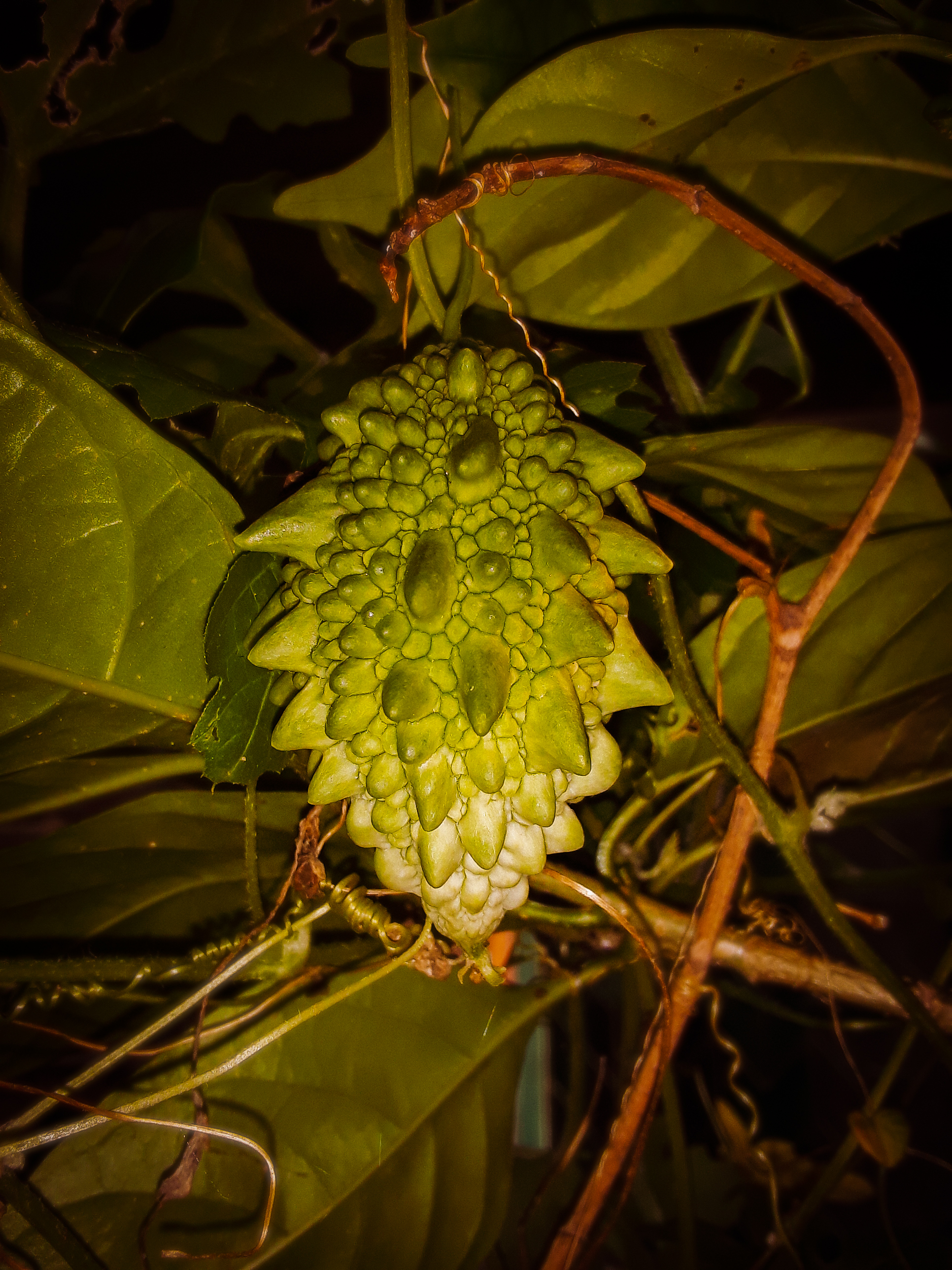
Bitter_melon_vegetable

- 杜阮大頂凉瓜